# Ardnamurchan
Ardnamurchan är en halvö i Storbritannien.   Den ligger i kommunen Highland och riksdelen Skottland, i den nordvästra delen av landet, 700 km nordväst om huvudstaden London. Arean är 130 kvadratkilometer.